# Scytodes tegucigalpa
Scytodes tegucigalpa là một loài nhện trong họ Scytodidae.
Loài này thuộc chi Scytodes. Scytodes tegucigalpa được miêu tả năm 2001 bởi Antonio D. Brescovit & Rheims.